# Цагаш, Павел
Павел Цагаш (чеш. Pavel Cagaš; род. 30 октября 1963 года, Брно, Чехословакия) — чешский хоккеист, вратарь.

## Карьера
Павел начал свою профессиональную карьеру хоккеиста в Чехословацкой хоккейной лиге в составе ХК «Витковице», выступал также за клубы «Литвинов» и «Оломоуц». В составе «Оломоуца» в 1994 году стал чемпионом первого розыгрыша чешской Экстралиги, став при этом лучшим вратарём чемпионата по коэффициенту непробиваемости (2.10 пропущенных шайб за игру) и количеству «сухих» матчей (4 игры на ноль). В сезоне 1994/95 дебютировал за чешскую национальную сборную, в составе которой провёл 4 матча. В этом же сезоне вновь стал лучшим вратарём Экстралиги по количеству игр на ноль (6). В 1995 году перебрался в Германию, где три сезона отыграл за «Кассель Хаскис». В сезоне 1998/99 вернулся в Чехию, выступал за «Слезан» (Опава) но конец сезона провел в составе «Адлер Мангейм» став чемпионом Германии. После завоевания титула чемпиона Германии вернулся на родину, где отыграл сезон за ХК «Гавиржов». В 2000-х годах Цагаш выступал за немецкие клубы: «Ганновер Скорпионс», ХК «Бремерхафен» и ХК «Браунлаге». Закончил игровую карьеру в 2005 году.